# Манфреди, Бартоломео
Бартоломе́о Манфре́ди (итал. Bartolomeo Manfredi; август 1582, Остиано, Ломбардия — 12 декабря 1622, Рим) — итальянский живописец. Один из крупнейших представителей римского караваджизма. Излюбленные сюжеты его картин бытового жанра — быт солдат, карточных игроков, сцены с гуляками в тавернах. Художник оказал значительное влияние на французских, немецких и голландских утрехтских караваджистов.

## Жизнь и творчество
Бартоломео Манфреди был сыном Магдалины и Меркурио, называемого в документах «messere» (господин, хозяин). Крещён 25 августа 1582 года в Остиано, ломбардском городке недалеко от Кремоны, в то время входившем в епархию Брешиа и находившемся под властью герцогов Мантуи.
Хотя художественная жизнь Манфреди была относительно короткой, она длилась всего около пятнадцати лет, с 1609 по 1622 год, у его картин были поклонники, особенно среди художников Северной Европы, таких как Николя Ренье, Николя Турнье и Валентин де Булонь, но также и среди фламандских и голландских живописцев, работавших в Риме, таких как Геррит ван Хонтхорст, а также среди итальянцев, например Орацио Риминальди.
Итальянский коллекционер, художественный критик и писатель-историограф Джулио Манчини считал Манфреди одним из четырёх художников, входивших в школу Караваджо, вместе с молодыми Хусепе де Рибера, Спадарино и Чекко дель Караваджо. Лучшей работой Манфреди Манчини считал картину «Марс, карающий Амура», выполненную по его же заказу.
Приехав в Рим в возрасте пятнадцати лет в качестве ученика Кристофоро Ронкалли, известного под прозванием Помаранчо, Манфреди был поражен живописью Караваджо, подражателем которого он стал, хотя неизвестно, в каком именно возрасте он приблизился к этому течению. Так же неизвестно, была ли близость Манфреди и Караваджо лишь концептуальной или даже физической. В материалах судебного процесса 1603 года Караваджо, обвинённый в распространении непристойных стихов с нападками на своего ненавистного соперника Бальоне, упомянул, что некий «Бартоломео Кристофори» был его слугой.
Караваджо за свою короткую карьеру — получив известность в 1600 году, изгнанный из Рима в 1606 году и умерший в 1610 году — оказал глубокое влияние на молодое поколение художников, особенно в Риме и Неаполе. А из этих караваджистов Манфреди, в свою очередь, оказал наибольшее влияние на следующее поколение наследников караваджизма, особенно на художников из Франции и Нидерландов, приехавших в Италию. Никаких задокументированных, подписанных работ Манфреди не сохранилось, и из примерно сорока работ, которые ныне приписываются Бартоломео Манфреди, ранее считались произведениями самого Караваджо.
Манфреди был успешным художником, способным содержать собственную мастерскую и слугу до того, как ему исполнилось тридцать лет, по словам его биографа Джулио Манчини «человеком выдающейся внешности и прекрасного поведения», хотя и необщительным. Манфреди построил свою карьеру на небольших картинах для частных клиентов и никогда не выполнял общественные заказы, но его работы коллекционировали уже в XVII веке, и его считали равным или даже превосходящим Караваджо. Манфреди умер в Риме в 1622 году. Одним из его учеников был Герард Зегерс. В Санкт-Петербургском Эрмитаже имеется одна картина Б. Манфреди «Юноша с лютней» (ок. 1610 г.), ранее она, как и другие картины этого художника, считалась работой Караваджо.

## Галерея

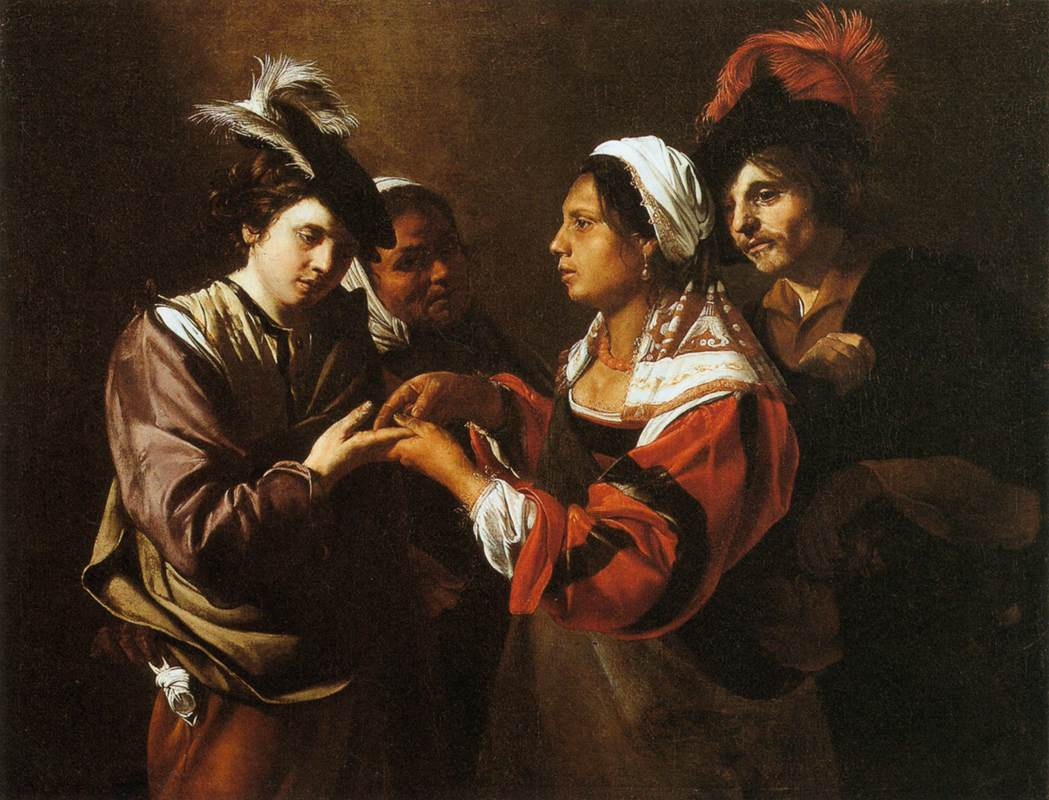
Цыганка-гадалка. 1616. Холст, масло. Детройтский институт искусств, США
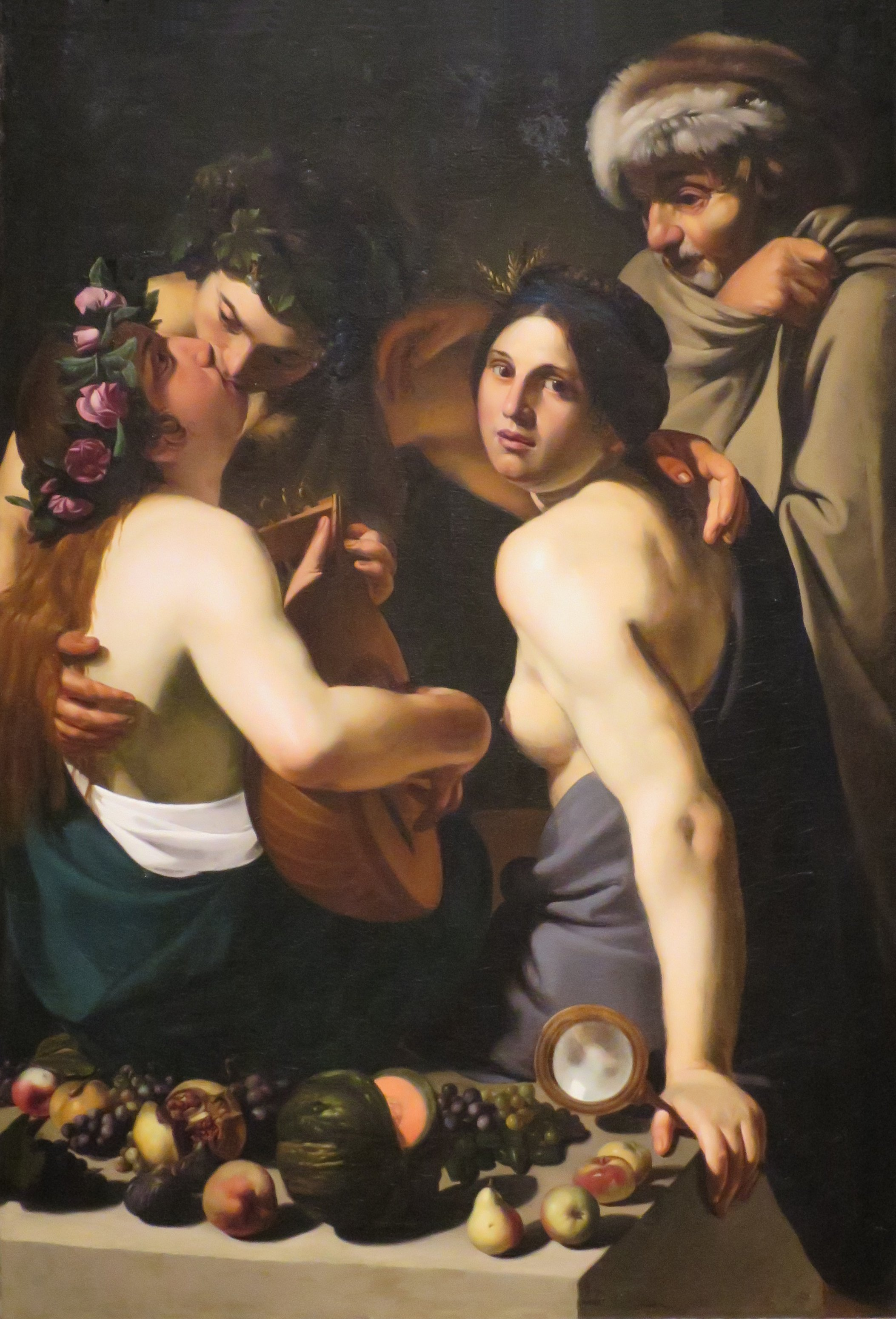
Аллегория четырёх времён года. Ок. 1610. Холст, масло. Институт искусств, Дейтон, Огайо. США
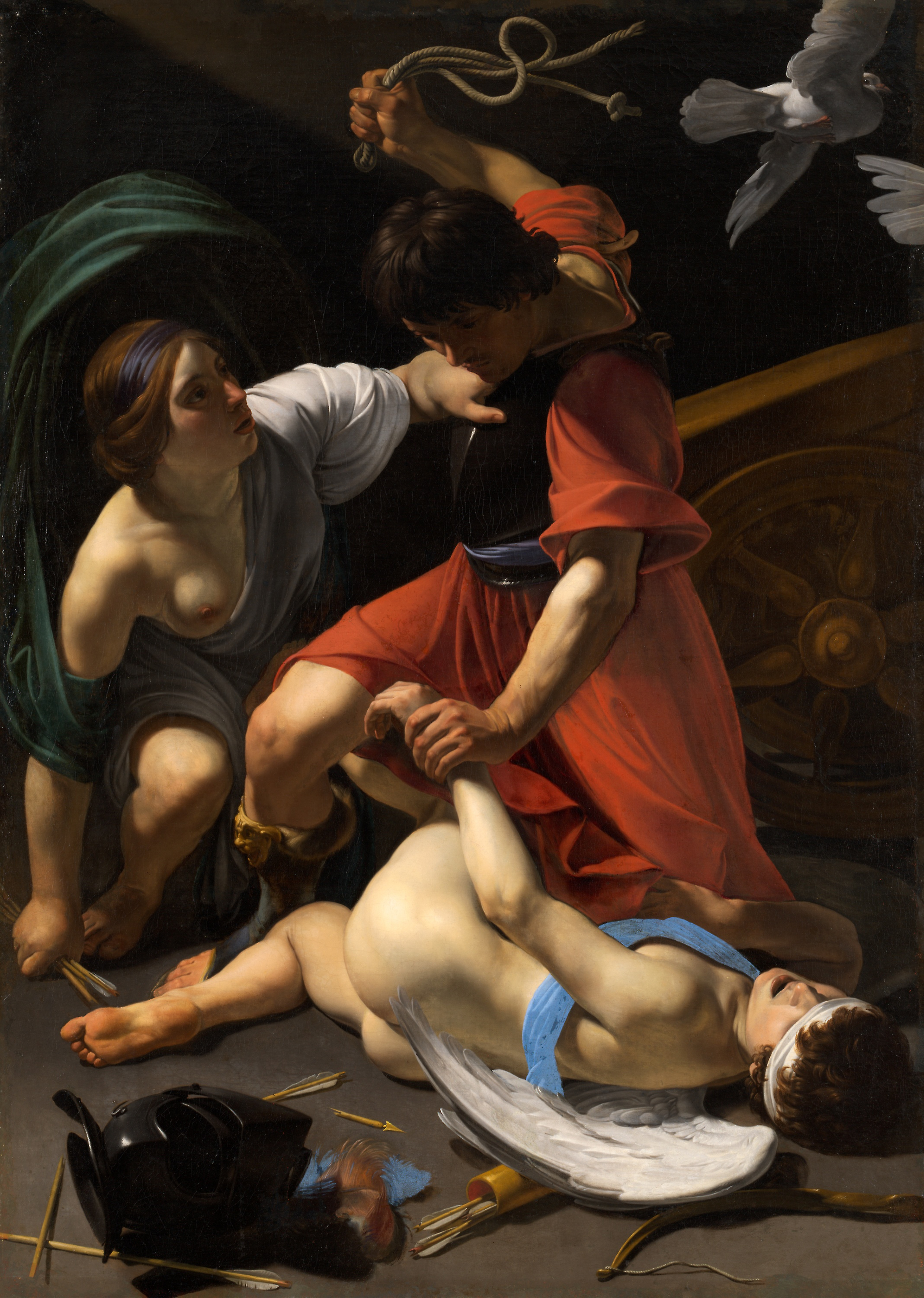
Марс наказывает Купидона. Между 1605 и 1610 гг. Холст, масло. Чикагский институт искусств, США
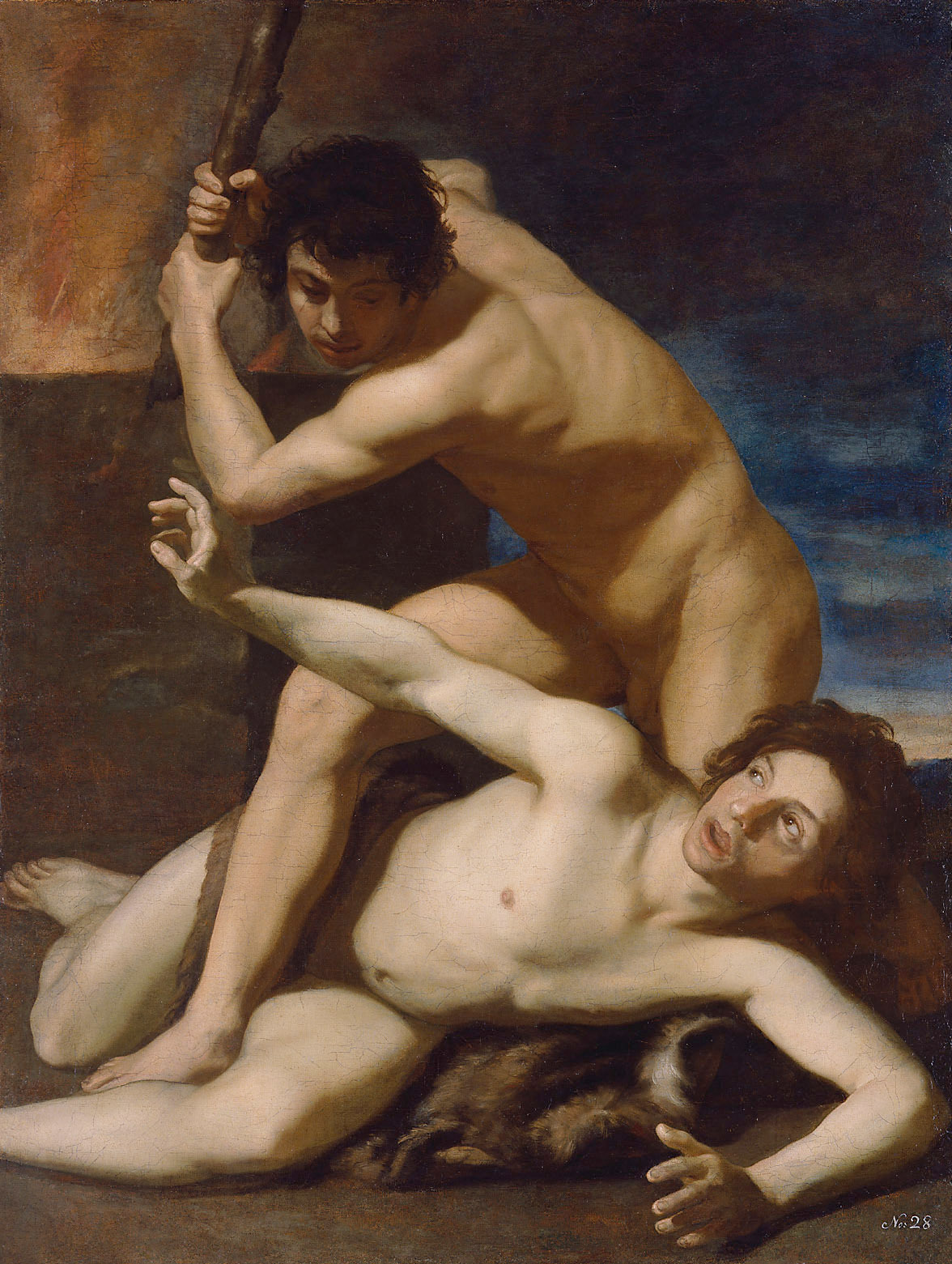
Каин убивает Авеля. Ок. 1615. Холст, масло. Музей истории искусств, Вена
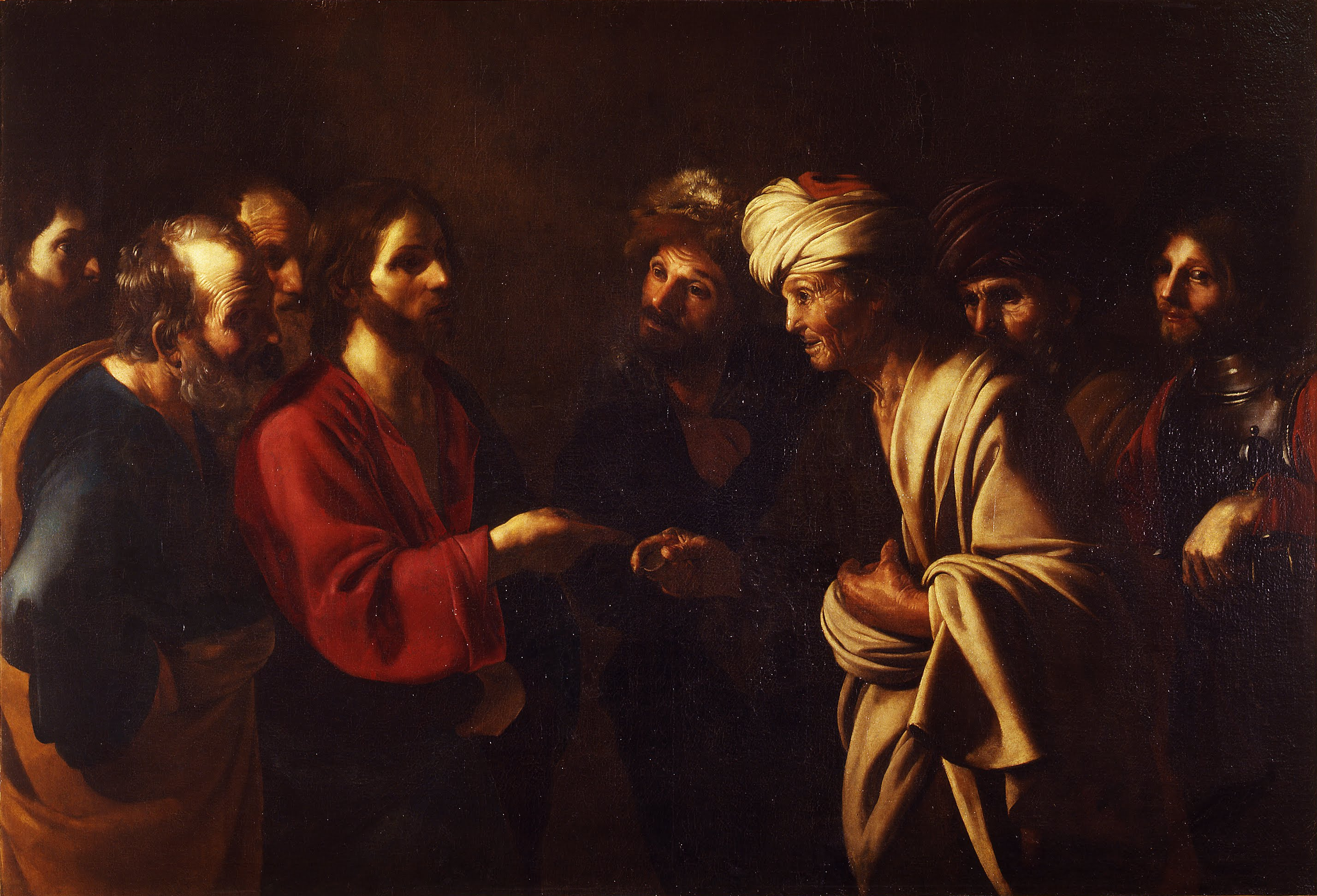
Динарий кесаря. Между 1610 и 1620 гг. Холст, масло. Уффици, Флоренция
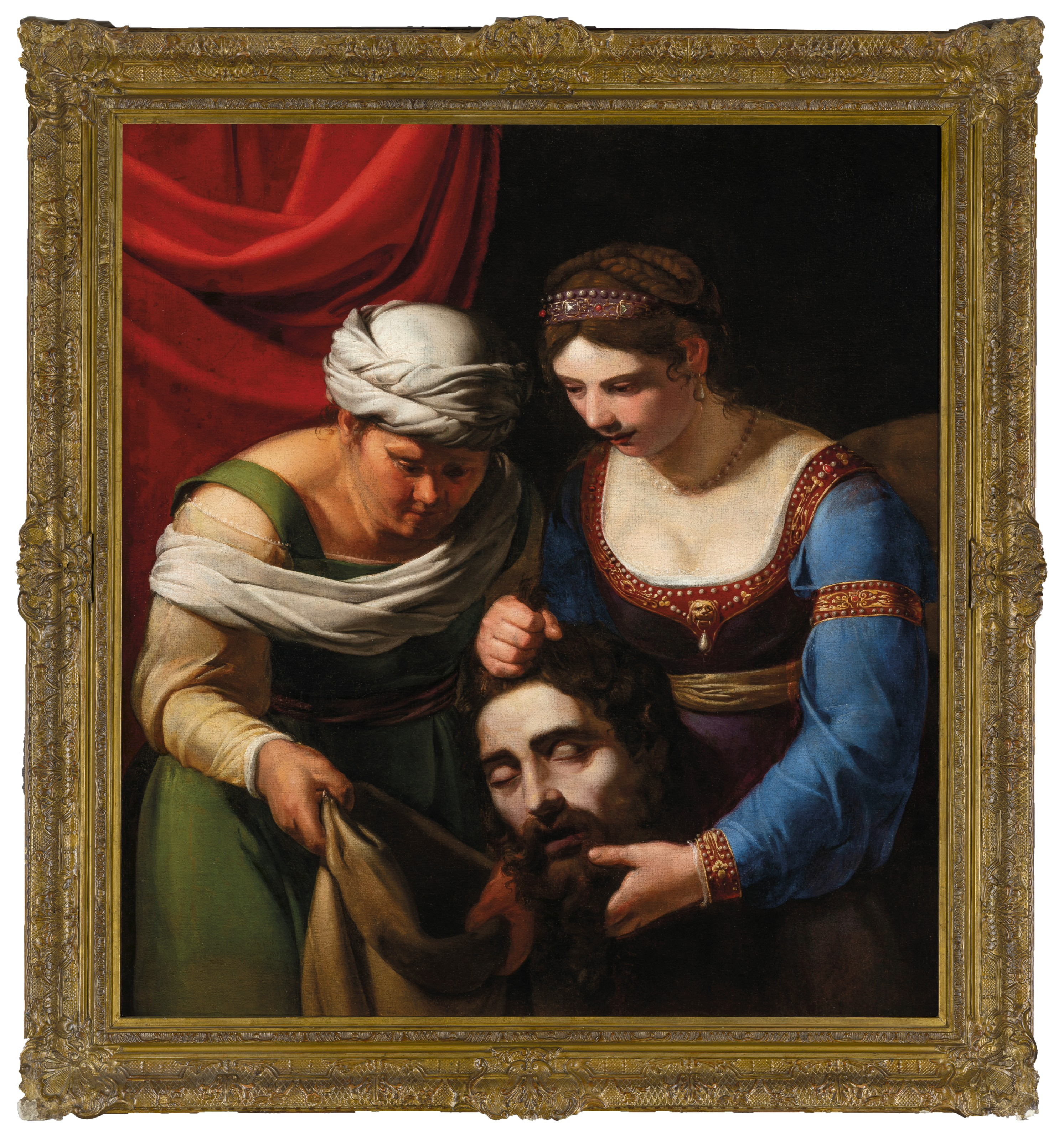
Юдифь с головой Олоферна. 1630-е гг. Холст, масло. Частное собрание